# Gemeentelijke herindeling Saksen-Anhalt (2004-2005)
Om de bestuurskracht van de bestaande Verwaltungsgemeinschaften (een vorm van een intergemeentelijk samenwerkingsverband) te vergroten, besloot de regering van Saksen-Anhalt tot een proces wat bekendstaat als de Gemeentelijke herindeling van Saksen-Anhalt (2004-2005). Uitgangspunt was het minimumaantal inwoners van een samenwerkingsverband te vergroten van 5000 naar 10.000. Echter in bevolkingsarme gebieden kon met toestemming van het deelstaatparlement worden afgeweken van het nieuwe minimumaantal inwoners. Voorwaarde was wel dat de oude minimumgrens niet werd onderschreden. Deze wijziging van de Gemeindeordnung für das Land Sachsen-Anhalt (Gemeenteverordening voor de deelstaat Saksen-Anhalt) leidde tot een grote hoeveelheid opheffingen en samenvoegingen van de Verwaltungsgemeinschaften.
In het kader van deze vorm van gemeentelijke herindeling besloten een aantal deelnemende gemeenten (Mitgliedsgemeinden) van een Verwaltungsgemeinschaft, vrijwillig tot de vorming van een eenheidsgemeente waarmee de zelfstandigheid definitief werd opgegeven. Deze nieuwe gemeenten moesten minimaal 8000 inwoners tellen. Werd dit aantal niet behaald werd deze gemeente wel de "vervullende gemeente" voor de Verwaltungsgemeinschaft.

## Fusieproces
Het fusieproces werd in een aantal stappen doorlopen tussen 2004 en de afronding per 1 januari 2005. Per district is aangegeven per datum welke wijziging is opgetreden. Uitzondering hierop betrof een klein gebiedje in Merseburg-Querfurt waar de gemeente Delitz am Berge bij het Grondwettelijk Hof van Saksen-Anhalt in Halle succesvol bezwaren indiende ter behoud van de Verwaltungsgemeinschaft Laucha-Schwarzeiche. Deze bestond vanaf 5 april 2005 tot 31 december 2007 uit de gemeenten Delitz am Berge en Schafstädt, waarna deze definitief is opgeheven.

## Altmarkkreis Salzwedel
1 januari 2005
- Oprichting van de Verwaltungsgemeinschaft Arendsee-Kalbe uit: 
  - alle gemeenten van de op te heffen Verwaltungsgemeinschaft Arendsee/Altmark und Umgebung en Verwaltungsgemeinschaft Kalbe (Milde)
  - de gemeenten Brunau, Jeetze, Packebusch en Vienau van de opgeheven Verwaltungsgemeinschaft Altmark-Mitte
- Creatie van de Verwaltungsgemeinschaft Beetzendorf-Diesdorf uit alle gemeenten van de opgeheven Verwaltungsgemeinschaft Beetzendorf en de Verwaltungsgemeinschaft Diesdorf-Dähre
- Vergroting van de bestaande Verwaltungsgemeinschaft Klötze met alle gemeenten van de Verwaltungsgemeinschaft Jeetze-Ohre-Drömling onder behoud van de naam Verwaltungsgemeinschaft Klötze.
- Uitbreiding van de Verwaltungsgemeinschaft Salzwedel-Land met de gemeenten Badel, Fleetmark, Jeggeleben, Kerkau, Rademin, Vissum en Zethlingen van de opgeheven Verwaltungsgemeinschaft Altmark-Mitte
- Oprichting van de nieuwe Verwaltungsgemeinschaft Südliche Altmark uit alle gemeenten van de opgeheven Verwaltungsgemeinschaft Gardelegen-Land en Verwaltungsgemeinschaft Mieste

## Landkreis Anhalt-Zerbst
1 januari 2005
- Uitbreiding van de Verwaltungsgemeinschaft Coswig (Anhalt) met de gemeenten Bräsen, Hundeluft, Jeber-Bergfrieden, Mühlstedt, Ragösen, Serno, Stackelitz en Thießen van de opgeheven Verwaltungsgemeinschaft Rosseltal
- Vergroten van het stadsdistrict Dessau door annexatie van de gemeenten Brambach und Rodleben van de opgeheven Verwaltungsgemeinschaft Rosseltal
- Oprichting van de Verwaltungsgemeinschaft Elbe-Ehle-Nuthe uit:
  - alle gemeenten van de opgeheven Verwaltungsgemeinschaft Vorfläming en Verwaltungsgemeinschaft Zerbster Land
  - de gemeenten Hobeck, Loburg, Rosian, Schweinitz en Zeppernick van de opgeheven Verwaltungsgemeinschaft Loburg
- Uitbreiding van de Verwaltungsgemeinschaft Wörlitzer Winkel met alle gemeenten van de opgeheven Verwaltungsgemeinschaft Oranienbaum

## Landkreis Aschersleben-Staßfurt
1 maart 2004
- Uitbreiding van de gemeente Aschersleben door annexatie van de gemeente Winningen uit de Verwaltungsgemeinschaft Bördeblick
- Oprichting van de eenheidsgemeente Hecklingen door samenvoeging van Cochstedt, Groß Börnecke, Hecklingen en Schneidlingen der van de voormalige Verwaltungsgemeinschaft Bördeblick

1 januari 2005
- Uitbreiding van de Verwaltungsgemeinschaft Aschersleben-Land met de gemeenten Drohndorf, Freckleben, Mehringen en Schackenthal van de opgeheven Verwaltungsgemeinschaft Wippertal
- Oprichting van de Verwaltungsgemeinschaft Egelner Mulde uit alle gemeenten van de opgeheven Verwaltungsgemeinschaft Bördeaue en Verwaltungsgemeinschaft Börde-Hakel en de eenheidsgemeente Egeln
- Oprichting van de Verwaltungsgemeinschaft Seeland uit de gemeenten van de opgeheven Verwaltungsgemeinschaft Hoym-Nachterstedt en de eenheidsgemeente Gatersleben
- Oprichting van de Verwaltungsgemeinschaft Stadt Hecklingen uit de gemeente Giersleben (Verwaltungsgemeinschaft Wippertal) en de eenheidsgemeente Hecklingen
- Uitbreiding van de Verwaltungsgemeinschaft Staßfurt met de gemeente Amesdorf van de opgeheven Verwaltungsgemeinschaft Wippertal

## Landkreis Bernburg
1 januari 2005
- Oprichting Verwaltungsgemeinschaft Nienburg (Saale) uit de reeds bestaande Verwaltungsgemeinschaft Nienburg (Saale) en Verwaltungsgemeinschaft Bernburg-Land
- Oprichting Verwaltungsgemeinschaft Saale-Wipper uit alle gemeenten van Verwaltungsgemeinschaft Alsleben en Verwaltungsgemeinschaft Wipperaue

## Landkreis Bitterfeld
1 juli 2004
- Oprichting van de eenheidsgemeente Sandersdorf-Brehna door samenvoeging van de gemeenten uit de Verwaltungsgemeinschaft Sandersdorf

1 januari 2005
- Oprichting van de Verwaltungsgemeinschaft Bitterfeld uit:
  - alle gemeenten van de opgeheven Verwaltungsgemeinschaft Am Strengbach
  - de gemeenten Friedersdorf und Mühlbeck der aufgelösten Verwaltungsgemeinschaft Muldestausee
  - de tot dan toe eenheidsgemeenten Bitterfeld en Holzweißig werden eveneens toegevoegd
- Oprichting van de Verwaltungsgemeinschaft Muldestausee-Schmerzbach uit:
  - alle gemeenten van de opgeheven Verwaltungsgemeinschaft Schmerzbach
  - de gemeenten Muldenstein en Pouch van de opgeheven Verwaltungsgemeinschaft Muldestausee
- Uitbreiding van de Verwaltungsgemeinschaft Raguhn met Jeßnitz uit de opgeheven Verwaltungsgemeinschaft Jeßnitz-Bobbau
- Uitbreiding van de Verwaltungsgemeinschaft Wolfen met de gemeente Bobbau van de opgeheven Verwaltungsgemeinschaft Jeßnitz-Bobbau
- Oprichting van de eenheidsgemeente Zörbig door samenvoeging van alle gemeenten uit de opgeheven Verwaltungsgemeinschaft Zörbig

## Bördekreis
1 januari 2004
- Oprichting van de Verwaltungsgemeinschaft Börde Wanzleben uit alle gemeenten van de opgeheven Verwaltungsgemeinschaft Börde Seehausen-Klein Wanzleben en Verwaltungsgemeinschaft Sarretal-Wanzleben

1 januari 2005
- Creatie van de Verwaltungsgemeinschaft Obere Aller uit alle gemeenten van de opgeheven Verwaltungsgemeinschaft Allerquelle, Verwaltungsgemeinschaft Hötensleber Winkel en de Verwaltungsgemeinschaft Ost-Lappwald. Daarnaast werd de eenheidsgemeente Wefensleben toegevoegd
- Oprichting van Verwaltungsgemeinschaft Westliche Börde, bestaande uit alle gemeenten van de opgeheven Verwaltungsgemeinschaft Gröningen en Verwaltungsgemeinschaft Hamersleben

## Burgenlandkreis
1 januari 2005
- Oprichting van een nieuwe Verwaltungsgemeinschaft An der Finne bestaande uit: 
  - alle gemeenten van de reeds bestaande Verwaltungsgemeinschaft An der Finne en de Verwaltungsgemeinschaft Finne
  - de gemeenten Golzen en Thalwinkel uit de opgeheven Verwaltungsgemeinschaft Laucha an der Unstrut
  - de gemeenten Memleben en Wohlmirstedt van de Verwaltungsgemeinschaft Mittlere Unstrut
- Uitbreiding van de Verwaltungsgemeinschaft Droyßiger-Zeitzer Forst met de gemeenten Bröckau, Droßdorf, Heuckewalde en Wittgendorf van de opgeheven Verwaltungsgemeinschaft Schnaudertal
- Creatie van de Verwaltungsgemeinschaft Unstruttal uit:
  - alle gemeenten van de Verwaltungsgemeinschaft Freyburger Land
  - de gemeenten Burgscheidungen, Burkersroda, Hirschroda, Kirchscheidungen, Laucha an der Unstrut en Weischütz van de voormalige Verwaltungsgemeinschaft Laucha an der Unstrut
  - de gemeenten Karsdorf, Nebra, Reinsdorf und Wangen van de opgeheven Verwaltungsgemeinschaft Mittlere Unstrut
- Uitbreiding van de Verwaltungsgemeinschaft Wethautal met de gemeenten van de opgeheven Verwaltungsgemeinschaft Heidegrund
- Oprichting van de Verwaltungsgemeinschaft Zeitzer Land, bestaande uit:
  - alle gemeenten van de opgeheven Verwaltungsgemeinschaft Maibach-Nödlitztal
  - de gemeenten Geußnitz, Kayna en Würchwitz der van de voormalige Verwaltungsgemeinschaft Schnaudertal
  - de tot dan toe zelfstandige eenheidsgemeente Zeitz

## Landkreis Halberstadt
1 januari 2005
- Oprichting van de Verwaltungsgemeinschaft Bode-Holtemme uit alle gemeenten van de voormalige Verwaltungsgemeinschaft Schwanebeck en Verwaltungsgemeinschaft Untere Bode
- Oprichting van Verwaltungsgemeinschaft Osterwieck-Fallstein, bestaande uit alle gemeenten van de Verwaltungsgemeinschaft Osterwieck en de eenheidsgemeente Aue-Fallstein

## Landkreis Jerichower Land
1 januari 2005
- Oprichting van Verwaltungsgemeinschaft Biederitz-Möser uit:
  - alle gemeenten van de opgeheven Verwaltungsgemeinschaft Möser
  - de gemeenten Biederitz, Gerwisch, Gübs, Königsborn und Woltersdorf van de opgeheven Verwaltungsgemeinschaft Biederitz
- Oprichting van Verwaltungsgemeinschaft Elbe-Stremme-Fiener uit alle gemeenten van de voormalige Verwaltungsgemeinschaft Jerichow en Verwaltungsgemeinschaft Stremme-Nordfiener
- Oprichting van de Verwaltungsgemeinschaft Genthin uit: 
  - den Gemeinden Gladau, Paplitz und Tucheim van de voormalige Verwaltungsgemeinschaft Fläming-Fiener
  - de eenheidsgemeente Genthin
- Oprichting van de eenheidsgemeente Gommern door:
  - fusie van alle gemeenten uit de opgeheven Verwaltungsgemeinschaft Gommern en daarnaast
  - annexatie van Menz, Nedlitz en Wahlitz van de voormalige Verwaltungsgemeinschaft Biederitz plus
  - annexatie van Ladeburg en Leitzkau uit de voormalige Verwaltungsgemeinschaft Loburg (Landkreis Anhalt-Zerbst)
- Bildung der Verwaltungsgemeinschaft Möckern-Fläming (1. Januar 2005) aus:
  - allen Gemeinden der aufgelösten VG Möckern
  - de gemeenten Dörnitz, Drewitz, Grabow, Krüssau, Küsel, Magdeburgerforth, Reesdorf, Reesen, Rietzel, Schopsdorf, Stresow, Theeßen und Wüstenjerichow van de voormalige Verwaltungsgemeinschaft Fläming-Fiener

## Landkreis Köthen
1 januari 2004
- Uitbreiding van de gemeente Gröbzig uit de Verwaltungsgemeinschaft Fuhneaue door annexatie van Wörbzig uit de opgeheven Verwaltungsgemeinschaft Ziethetal
- Oprichting van de eenheidsgemeente Köthen (Anhalt) door:
  - samenvoeging van alle gemeenten uit de Verwaltungsgemeinschaft Köthen-Arensdorf-Baasdorf en daarnaast
  - annexatie van de gemeenten Dohndorf, Löbnitz an der Linde en Wülknitz van de opgeheven Verwaltungsgemeinschaft Ziethetal
- Vergroten van de Verwaltungsgemeinschaft Osternienburg met: Großpaschleben, Kleinpaschleben, Trinum en Zabitz der aufgelösten VG Ziethetal (1. Januar 2004)

1 januari 2005
- Uitbreiding van de Verwaltungsgemeinschaft Osternienburg met de gemeente Libbesdorf uit de opgeheven Verwaltungsgemeinschaft Oberes Ziethetal
- Creatie van de nieuwe Verwaltungsgemeinschaft Südliches Anhalt uit:
  - alle gemeenten van de voormalige Verwaltungsgemeinschaft Anhalt-Süd en Verwaltungsgemeinschaft Fuhneaue
  - de gemeenten Fraßdorf, Großbadegast, Hinsdorf, Meilendorf, Quellendorf, Reupzig en Scheuder uit de voormalige Verwaltungsgemeinschaft Oberes Ziethetal

## Landkreis Mansfelder Land
1 januari 2004
- Oprichting van de eenheidsgemeente Lutherstadt Eisleben door samenvoeging van alle gemeenten uit de Verwaltungsgemeinschaft Eisleben

1 januari 2005
- Oprichting van de Verwaltungsgemeinschaft Lutherstadt Eisleben uit:
  - de gemeenten Bischofrode, Osterhausen und Schmalzerode van de opgeheven der aufgelösten Verwaltungsgemeinschaft Am Hornburger Sattel
  - de in 2004 opgerichte eenheidsgemeente Lutherstadt Eisleben, die tegelijkertijd werd uitgebreid met de gemeenten Rothenschirmbach en Wolferode uit de opgeheven Verwaltungsgemeinschaft Am Hornburger Sattel
  - de gemeenten Hedersleben en Polleben van de voormalige Verwaltungsgemeinschaft Mansfelder Platte
  - de gemeente Unterrißdorf van Verwaltungsgemeinschaft Seegebiet Mansfelder Land
- Uitbreiding van de Verwaltungsgemeinschaft Gerbstedt met:
  - de gemeenten Augsdorf, Burgsdorf, Hübitz, Rottelsdorf und Siersleben van de voormalige Verwaltungsgemeinschaft Mansfelder Platte
  - de gemeente Klostermansfeld van de opgeheven Verwaltungsgemeinschaft Klostermansfeld
- Oprichting van de eenheidsgemeente Mansfeld door:
  - opheffing van alle gemeenten uit de opgeheven Verwaltungsgemeinschaft Mansfeld en
  - annexatie van de gemeenten Annarode en Siebigerode die aangesloten waren bij de voormalige Verwaltungsgemeinschaft Klostermansfeld
- Vergroten van de Verwaltungsgemeinschaft Mansfelder Grund-Helbra met:
  - de gemeente Bornstedt die behoorde tot de Verwaltungsgemeinschaft Am Hornburger Sattel
  - de gemeente Benndorf van de voormalige Verwaltungsgemeinschaft Klostermansfeld
- Uitbreiding van de Verwaltungsgemeinschaft Seegebiet Mansfelder Land met:
  - de gemeente Hornburg die behoorde tot Verwaltungsgemeinschaft Am Hornburger Sattel
  - de gemeenten Dederstedt en Neehausen van de voormalige Verwaltungsgemeinschaft
- Oprichting van de Verwaltungsgemeinschaft Wipper-Eine door fusie van: Verwaltungsgemeinschaft Einetal-Vorharz, Verwaltungsgemeinschaft Sandersleben en Verwaltungsgemeinschaft Wippra alle gemeenten die onderdeel waren van een van deze drie gemeenschappelijke regelingen werden hieraan toegevoegd

## Landkreis Merseburg-Querfurt
1 januari 2004
- Oprichting van de eenheidsgemeente Braunsbedra door fusie van alle gemeenten die deelnemen aan de Verwaltungsgemeinschaft Unteres Geiseltal
- Vergroting van de eenheidsgemeente Querfurt door annexatie van alle deelnemende gemeenten aan de Verwaltungsgemeinschaft Forst Hermannseck

1 augustus 2004
- Oprichting van de eenheidsgemeente Schkopau door:
  - fusie van alle gemeenten binnen de Verwaltungsgemeinschaft Saale-Elster-Aue, die werd opgeheven en
  - annexatie van de gemeenten Döllnitz en Lochau uit de voormalige Verwaltungsgemeinschaft Kabelske-Tal
  - annexatie van de gemeente Hohenweidenuit de voormalige Verwaltungsgemeinschaft Westliche Saaleaue (Saalkreis)

1 januari 2005
- Oprichting van de Verwaltungsgemeinschaft Bad Lauchstädt uit:
  - de eenheidsgemeente Bad Lauchstädt
  - de gemeenten Klobikau, Milzau en Schafstädt uit de Verwaltungsgemeinschaft Laucha-Schwarzeiche
- De gemeente Delitz am Berge wordt eenheidsgemeente en uit de Verwaltungsgemeinschaft Laucha-Schwarzeiche gehaald
- oprichting van de VG Weida-Land door fusie van Verwaltungsgemeinschaft Wein-Weida-Land met Verwaltungsgemeinschaft Weitzschker Weidatal (1. Januar 2005)

14 juni 2006
- Oprichting van de Verwaltungsgemeinschaft Leuna-Kötzschau uit:
  - de gemeenten Friedensdorf, Horburg-Maßlau, Kötschlitz, Kötzschau, Kreypau und Zweimen (Verwaltungsgemeinschaft Kötzschau)
  - de eenheidsgemeente Leuna

1 oktober 2006
- Vergroting van de Verwaltungsgemeinschaft Leuna-Kötzschau met de gemeenten Günthersdorf, Rodden, Wallendorf (Luppe) en Zöschen van de opgeheven Verwaltungsgemeinschaft Kötzschau

## Landkreis Quedlinburg
1 januari 2004
- Oprichting van de eenheidsgemeente Quedlinburg (wordt uit de Verwaltungsgemeinschaft Quedlinburg gehaald)
- Uitbreiding van de Verwaltungsgemeinschaft Thale met de gemeente Westerhausen van de opgeheven Verwaltungsgemeinschaft Quedlinburg

1 januari 2005
- Oprichting van de Verwaltungsgemeinschaft Ballenstedt-Bode-Selke-Aue door samenvoeging van Verwaltungsgemeinschaft Ballenstedt met Verwaltungsgemeinschaft Bode-Selke-Aue

## Saalkreis
- Oprichting van de eenheidsgemeente Kabelsketal door fusie van de gemeenten Dieskau, Dölbau, Gröbers en Großkugel van de voormalige Verwaltungsgemeinschaft Kabelske-Tal
- Uitbreiding van de gemeente Landsberg door annexatie van Queis uit de voormalige Verwaltungsgemeinschaft Kabelske-Tal
- Oprichting van de Verwaltungsgemeinschaft Östlicher Saalkreis door samenvoeging van Verwaltungsgemeinschaft Landsberg met Verwaltungsgemeinschaft Saalkreis-Ost
- Oprichting van de Verwaltungsgemeinschaft Saalkreis Nord uit:
  - alle gemeenten van de opgeheven Verwaltungsgemeinschaft Nördlicher Saalkreis
  - de gemeenten Brachwitz, Döblitz, Dößel, Gimritz, Neutz-Lettewitz, Rothenburg (Saale) en Wettin van de opgeheven Verwaltungsgemeinschaft Wettin
- Oprichting van de eenheidsgemeente Teutschenthal door fusie van Holleben, Teutschenthal en Zscherben van de voormalige Verwaltungsgemeinschaft Westliche Saaleaue
- Uitbreiding van de Verwaltungsgemeinschaft Westlicher Saalkreis met de gemeente Kloschwitz van de voormalige Verwaltungsgemeinschaft Wettin
- Uitbreiding van de Verwaltungsgemeinschaft Würde Salza met de gemeente Angersdorf van de voormalige Verwaltungsgemeinschaft Westliche Saaleaue

## Landkreis Sangerhausen
1 januari 2004
- Oprichting van de VG Goldene Aue door samenvoeging van Verwaltungsgemeinschaft Kyffhäuser-Berga-Kelbra-Tilleda met Verwaltungsgemeinschaft Helme

1 januari 2005
- Oprichting van de Verwaltungsgemeinschaft Allstedt-Kaltenborn door samenvoeging van Verwaltungsgemeinschaft Allstedt met Verwaltungsgemeinschaft Kaltenborn
- oprichting van de Verwaltungsgemeinschaft Roßla-Südharz uit:
  - alle gemeenten van de opgeheven Verwaltungsgemeinschaft Roßla en Verwaltungsgemeinschaft Stolberg (Harz)
  - de gemeenten Breitenbach, Großleinungen en Wolfsberg van de opgeheven Verwaltungsgemeinschaft Südharz
- Uitbreiding van de Verwaltungsgemeinschaft Sangerhausen met de gemeenten um die Gemeinden Gonna, Grillenberg, Horla, Lengefeld, Morungen, Obersdorf, Pölsfeld, Rotha und Wettelrode van de opgeheven Verwaltingsgemeinschaft Südharz

1 oktober 2005
- Oprichting van de eenheidsgemeente Sangerhausen door:
  - fusie van alle gemeinden van de opgeheven Verwaltungsgemeinschaft Sangerhausen en
  - annexatie van de gemeenten Breitenbach, Großleinungen en Wolfsberg der Verwaltungsgemeinschaft Roßla-Südharz

## Landkreis Schönebeck
30 september 2004
- Oprichting van Verwaltungsgemeinschaft Südöstliches Bördeland door fusie van Verwaltungsgemeinschaft Bördeland met Verwaltungsgemeinschaft Östliche Börde

1 januari 2005
- Oprichting van Verwaltungsgemeinschaft Elbe-Saale door fusie van Verwaltungsgemeinschaft Elbe-Saale-Winkel en Verwaltungsgemeinschaft Elbe-Saale-Tal-Landschaft

## Landkreis Stendal
1 januari 2005
- Oprichting van Verwaltungsgemeinschaft Arneburg-Goldbeck door fusie van Verwaltungsgemeinschaft Arneburg-Krusemark met Verwaltungsgemeinschaft Mittlere Uchte
- Oprichting van de Verwaltungsgemeinschaft Bismark-Kläden door samenvoeging van Verwaltungsgemeinschaft Bismark met Verwaltungsgemeinschaft Kläden
- Oprichting van Verwaltungsgemeinschaft Elbe-Havel-Land door fusie van Verwaltungsgemeinschaft Elb-Havel-Land en Verwaltungsgemeinschaft Schönhausen
- Uitbreiding van Verwaltungsgemeinschaft Osterburg met de gemeenten Ballerstedt, Flessau, Gladigau en Rossau van de opgeheven Verwaltungsgemeinschaft Altmärkische Höhe
- Uitbreiding van Verwaltungsgemeinschaft Seehausen met de gemeenten Boock, Bretsch, Gagel, Heiligenfelde, Kossebau en Lückstedt afkomstig van de opgeheven Verwaltungsgemeinschaft Altmärkische Höhe
- Oprichting van Verwaltungsgemeinschaft Stendal-Uchtetal door samenvoeging van Verwaltungsgemeinschaft Uchtetal en de eenheidsgemeente Stendal

## Landkreis Weißenfels
1 januari 2005
- Oprichting van Verwaltungsgemeinschaft Lützen-Wiesengrund door fusie van Verwaltungsgemeinschaft Lützen met Verwaltungsgemeinschaft Wiesengrund
- Oprichting van Verwaltungsgemeinschaft Saaletal door:
  - toevoeging van alle gemeenten uit de Verwaltungsgemeinschaft Großkorbetha
  - toevoeging van de gemeenten Goseck, Storkau en Uichteritz van de voormalige Verwaltungsgemeinschaft Uichteritz
- Oprichting van Verwaltungsgemeinschaft Vier Berge-Teucherner Land door samenvoeging van Verwaltungsgemeinschaft Teucherner Land met Verwaltungsgemeinschaft Vier Berge
- Oprichting van Verwaltungsgemeinschaft Weißenfelser Land uit:
  - de gemeente Markwerben van de voormalige Verwaltungsgemeinschaft VG Uichteritz
  - der eenheidsgemeente Weißenfels

## Landkreis Wernigerode
1 januari 2004
- Oprichting van de eenheidsgemeente  Elbingerode (Harz) door fusie van alle gemeenten uit de opgeheven Verwaltungsgemeinschaft Bodfeld (Harz)

1 januari 2005
- OPrichting van Verwaltungsgemeinschaft Brocken-Hochharz door fusie van Verwaltungsgemeinschaft Brocken met Verwaltungsgemeinschaft Hochharz
- Derenburg, uit de opgeheven Verwaltungsgemeinschaft Derenburg, wordt eenheidsgemeente
- Uitbreiding met van de Verwaltungsgemeinschaft Nordharz met de gemeenten Heudeber en Reddeber van de voormalige Verwaltungsgemeinschaft Derenburg

1 december 2005
- Uitbreiding Verwaltungsgemeinschaft Nordharz met de gemeente Derenburg

## Landkreis Wittenberg
1 maart 2004
- Uitbreiding van de gemeente Annaburg door annexatie van de gemeenten Löben en Premsendorf (van de opgeheven Verwaltungsgemeinschaft Holzdorf)
- Uitbreiding van de eenheidsgemeente Jessen door:
  - annexatie van de gemeenten Gentha, Mellnitz, Morxdorf en Seyda (onderdeel van de voormalige Verwaltungsgemeinschaft Elster-Seyda-Klöden) en
  - annexatie van de gemeenten Buschkuhnsdorf, Holzdorf, Kleinkorga, Linda, Mönchenhöfe, Neuerstadt en Reicho (onderdeel van de voormalige Verwaltungsgemeinschaft Holzdorf)

1 juli 2004
- Uitbreiding van de eenheidsgemeente Jessen door annexatie van Rade van de Verwaltungsgemeinschaft Elster-Seyda-Klöden
- Uitbreiding van de Verwaltungsgemeinschaft Tor zur Dübener Heide met alle gemeenten van de Verwaltungsgemeinschaft Zschornewitz-Möhlau

1 januari 2005
- Oprichting van Verwaltungsgemeinschaft Annaburg-Prettin door fusie van Verwaltungsgemeinschaft Annaburg met Verwaltungsgemeinschaft Heideck-Prettin
- Oprichting van Verwaltungsgemeinschaft Elbaue-Fläming door samenvoeging van Verwaltungsgmenischaft Elster-Seyda-Klöden, Verwaltungsgemeinschaft Mühlengrund, Verwaltungsgemeinschaft Südfläming en Verwaltungsgemeinschaft Zahna
- Oprichting van Verwaltungsgemeinschaft Kemberg door fusie van Verwaltungsgemeinschaft Bergwitzsee met de "oude" Verwaltungsgemeinschaft Kemberg
- Oprichting van Verwaltungsgemeinschaft Kurregion Elbe-Heideland door fusie van Verwaltungsgemeinschaft Bad Schmiedeberg met Verwaltungsgemeinschaft Elbe-Heideland-Gemeinden